# Адреналин Моб
„Адреналин Моб“ е хевиметъл супергрупа, създадена в началото на 2011 г. от вокалиста Ръсел Алън, китариста Майк Орландо и барабаниста Майк Портной. Групата се състои от Алън, Орландо и Джордан Каната.

## История
Бандата е сформирана в началото на 2011 г. и първото нейно представление на живо е на 24 юни 2011 г., в Hiro Ballroom, Ню Йорк, с участието на басиста Паул Ди Лео и ритъм-китариста Рич Уард. На 27 юни 2011 г. те качват Ютюб видео на кавър версия на песента на Black Sabbath „The Mob Rules“, за да промотират групата. На 31 декември същата година, Адреналин Моб обявяват фейсбук страницата си, че ще пуснат студийния си албум Omertà на 13 март 2012 г.
На 7 януари 2012 г., групата съобщава за напускането на Рич Уард и Паул Ди Лео, поради конфликти с останалите членове. На 8 февруари 2012, е обявено, че Джон Мойер е новият басист на Адреналин Моб. Мойер прави своя дебют на сцената с групата на 12 март в Hiro Ballroom, Ню Йорк, ден преди пускането на „Omertà“.
На 31 януари 2013 г., групата обявява пускането на албум от кавъри със заглавието „Covertá“, който излиза на 12 март 2013.
На 4 юни 2013 г., Портной съобщава през фейсбук страницата на Адреналин Моб, че ще участва в още четири представления с групата, преди да напусне. Той цитира програмни конфликти, които предотвратяват да бъде напълно ангажиран с бъдещите дейности на групата.
На 3 декември 2013 г., групата обявява, че втория им албум ще бъде пуснат на 18 февруари 2014 г. в Северна Америка и на 24 февруари 24 февруари 2014 г. в останалите страни. Албумът е озаглавен Men Of Honor, а Портной е заместен от А. Дж. Перо от Туистед Систър.
На 4 август 2014 г., Мойер информира феновете си, чрез фейсбук и туитър, че няма да се присъедини към Адреналин Моб в предстоящото планирано турне. Адреналин Моб отговаря с обявата, че търси нов басист, ефективно приключвайки членството на Мойер. Скоро след това, групата избира Ерик Леонхардт като нов басист. На 6 януари 2015, групата обявява, че ще има нов кавър албум – Dearly Departed, чрез Century Media, на 9 февруари в Европа и на 10 февруари в Северна Америка.
На 20 март 2015 г., барабанистът А. Дж. Перо е намерен в безсъзнание в турне буса на групата. Членовете на бандата правят опити да го събудят, но не успяват. Перо е заведен в болница, където е обявен за мъртъв от сърдечен удар. Той е на 55 години. На следващия ден, бандата изпълнява в Ню Джърси с няколко барабанисти, изпълняващи вместо Перо, включително Чад Желига, Джони Кели и бившия барабанист на Адреналин Моб – Майк Портной.
На 22 март 2017 г., групата обявява излизането на нов албум – We The People, като някои от песните са вдъхновени от президентските избори в САЩ през 2016 г. Също така обявяват нов басист – Дейвид Заблидовски и нов барабанист – Джордан Каната.
На 14 юли 2017 г., пътувайки към Ст. Питърсбърг за концерт, кемперът на групата отбива поради спукана гума. Блъснат е от тир. По-късно същата нощ, бившия барабанист Майк Портной потвърждава по туитър, че басистът Дейвид Заблидовски е починал. Останалите членове на групата – Майк Орландо, Ръсел Алън и Джордан Каната са тежко ранени. Джейн Трейн, турне мениджърът на групата, страда от тежки наранявания и изгаряния. Заведена е в болницата на университета на Флорида в Гейнсвил, където остава пет седмици до смъртта си на 23 август в резултат от травмите си.